# Vidalita (pel·lícula)
Vidalita és una pel·lícula de l'Argentina en blanc i negre dirigida per Luis Saslavsky segons el seu propi guió amb diàlegs d'Ariel Cortazzo que es va estrenar el 17 de juny de 1949 i que va tenir com a protagonistes a Mirtha Legrand, Narciso Ibáñez Menta, Fernando Lamas, Amalia Sánchez Ariño i Oscar Valicelli. Va ser l'última pel·lícula de Fernando Lamas a l'Argentina.
En una enquesta de 2022 de les 100 millors pel·lícules del cinema argentí presentada al Festival Internacional de Cinema de Mar del Plata, la pel·lícula va aconseguir el lloc 51.

## Sinopsi
Vidalita és una jove òrfena que viurà amb el seu oncle, el qual resideix en el camp i que, com mai l'ha conegut, creu que es tracta d'un nebot home. Per a no desdenyar-ho, ella es farà passar per home.

## Repartiment
- Mirtha Legrand
- Narciso Ibáñez Menta
- Fernando Lamas
- Amalia Sánchez Ariño
- Oscar Valicelli
- Milagros de la Vega
- Leticia Scury
- Pilar Gómez
- Fernando Labat
- Lucía Barause
- Analía Gadé
- Selva Sullivan
- Linda Lorena
- Rosa Catá
- Cristina Berys
- Enrique García Satur
- Carlos Bellucci
- Pura Díaz
- Marcelo Lavalle
- Ángel Laborde
- Gloria Raines
- Rodolfo Zapata …Doble dels peus de Mirtha Legrand ballant malambo
- Félix Pérez Cardozo Arpista

## Comentaris
Respecte del film Luis Saslavsky va dir anys després:
| « | «crec que Vidalita sorgeix en un moment molt particular, i el peronisme, per raons que jo ignoro, està en contra d'ella. Troben que un gautxo representat per una noia disfressada és una falta de masclisme, de criollisme.» | » |

Noticias Gráficas va opinar a la seva crònica:
| « | «De la pel·lícula en si l'única original són els vestits, els decorats, la música, la pampa, els indis, tot vist d'una manera tan particular que li lleva interès, emoció i versemblança al tema. El director sembla que ha volgut divertirs, despreocupat en absolut del públic que segueix l'acció del film.» | » |

Per la seva part Manrupe i Portela escriuen:
| « | «Una obra mítica i tot un clàssic maleït. Saslavsky va anar més enllà que ningú, i va mostrar a gautxos i indis de broma, parlant en vers, i creant una cosa bastant semblant a una comèdia musical. Injuriada per la crítica oficialista de l'època, reconeguda després pels seus valors inèdits, va significar l'última pel·lícula del director abans del seu exili per incompatibilitat de caràcters amb el peronisme.» | » |

En 2022, Adrián Melo va escriure per a Soy —suplement LGBT de Página/12— sobre el carácter transgressor del film: 
| « | «A la pel·lícula Vidalita, Mirtha Legrand interpreta a una noia que es transvesteix de gautxo per a poder fer-se càrrec de l'estada del seu avi. Vestida amb bombachas de camp i espardenyes enamora al capità del fortí —interpretat per Fernando Lamas en el cim de la concupiscencia— al punt que el soldat està disposat a casar-se amb ella sense saber si és home o dona, dubte que esclarirà en la nit de noces. En una escena clau, Vidalita-Legrand es troba en la situació de compartir l'habitació on Lamas es banya nu i en una altra balla al costat d'ell enfront d'un poble escandalitzat de veure a dos homes junts apassionats. Solament per aquesta pel·lícula de 1949 dirigida per Luis Saslavsky, la Legrand mereixeria ingressar a l'etern cel amb estrelles del món LGTBIQ. Probablement no hi ha en la cinematografia argentina —ni anterior ni posterior— res tan deliciosament eròtic i transgressor en relació amb les dissidències sexuals ni tan subversiu en ficar-se amb dos tòpics fundantes de la nacionalitat i la masculinitat hegemònica local: ser gautxo i ser soldat». | » |